# Tini Titánok: A Júdás szerződés
A Tini Titánok: A Júdás szerződés (eredeti cím: Teen Titans: The Judas Contract) 2016-ban megjelent amerikai 2D-s számítógépes animációs film, amely eredetileg DVD-n jelent meg és ami a DC animációs filmuniverzumának a 8. része. A forgatókönyvet Ernie Altbacker írta, Sam Liu rendezte, a zenéjét Frederik Wiedmann szerezte. A Warner Bros. Animation készítette, a Warner Home Video forgalmazta. Amerikában 2017. április 4-én, Magyarországon 2017. május 24-én adták ki DVD-én.

## Ismertető
A történet a 2016-ban megjelent Az Igazság ligája a Tini titánok ellen folytatása, melyben az új Robinnal, Damien Wayne-nel kiegészült csapatnak egy titokzatos szektával, a H.I.V.E-val kell szembeszállnia. Ráadásul Blood Testvér, a szekta vezetője, ráküldte a Titánokra legnagyobb ellenségüket, Halálcsapást, hogy vadássza le a tagokat.

## Szereplők
| Szereplő                        | Eredeti hang         | Magyar hang       |
| ------------------------------- | -------------------- | ----------------- |
| Damian Wayne / Robin            | Stuart Allan         | Pál Dániel Máté   |
| Rachel Roth / Raven             | Taissa Farmiga       | Nemes Takách Kata |
| Garfield Logan / Gézengúz       | Brandon Soo Hoo      | Szalay Csongor    |
| Jaime Reyes / Kék Bogár         | Jake T. Austin       | Timon Barna       |
| Koriand'r / Csillagfény         | Kari Wahlgren        | Csuha Borbála     |
| Dick Grayson / Éjszárny         | Sean Maher           | Gacsal Ádám       |
| Tara Markov / Terra             | Christina Ricci      | Gáspár Kata       |
| Slade Wilson / Halálcsapás      | Miguel Ferrer        | Schmied Zoltán    |
| Sebastian Blood / Blood Testvér | Gregg Henry          | Betz István       |
| Mayhem Mama                     | Meg Foster           | Xantus Barbara    |
| Roy Harper / Speedy             | Crispin Freeman      | Bartucz Attila    |
| Wally West / Kölyök Flash       | Jason Spisak         | Csémy Balázs      |
| Karen Beecher / Poszméh         | Masasa Moyo          | Ruttkay Laura     |
| Bianca Reyes                    | Maria Canals-Barrera | Kis-Kovács Luca   |
| Alberto Reyes                   | David Zayas          | Vári Attila       |
| Kevin Smith                     | Kevin Smith          | Faragó András     |
| Tudós                           | Crispin Freeman      | Bardóczy Attila   |
| Traci                           | Masasa Moyo          | ?                 |

## Magyar változat
A szinkront a Pro Video megbízásából a Pannónia készítette.
- Magyar szöveg: Fülöp Regina
- Hangmérnök: Árvai Csaba
- Gyártásvezető: Boskó Andrean
- Szinkronrendező: Kosztola Tibor
- Produkciós vezető: Kovács Anita
- Felolvasó: Endrédi Máté
- További magyar hangok: Bardóczy Attila, Honti Molnár Gábor, Laudon Andrea